# Pinkatalbahn
| |                                   |                                                       |                                                       |
| Streckennummer (ÖBB): | 168 01 (Friedberg–Grenze ÖBB/VIB) |                                                       |                                                       |
| Kursbuchstrecke (MÁV): | 13 (1943)                         |                                                       |                                                       |
| Streckenlänge: | 68 km                             |                                                       |                                                       |
| Spurweite: | 1435 mm (Normalspur)              |                                                       |                                                       |
| Streckenklasse: | C3                                |                                                       |                                                       |
| Maximale Neigung: | 18 ‰                              |                                                       |                                                       |
| Minimaler Radius: | 188 m                             |                                                       |                                                       |
| Streckengeschwindigkeit: | 100 km/h                          |                                                       |                                                       |
| |                                   |                                                       |                                                       |
| \| \| \| Wechselbahn nach Aspang und Wien \| \| \| \| 0,00 \| Friedberg (Steiermark) \| 551 m ü. A. \| \| \| \| Thermenbahn nach Fehring und Graz \| \| \| \| \| Hochstraßtunnel (524 m) \| \| \| \| 4,466 \| Pinggau Freizeitzentrum (bis 31. Juli 2011) \| 508 m ü. A. \| \| \| 5,000 \| AB Holzwerk Kern \| AB Holzwerk Kern \| \| \| 7,426 \| Schäffernsteg \| 474 m ü. A. \| \| \| 10,181 \| Sinnersdorf (bis 31. Juli 2011) \| 422 m ü. A. \| \| \| 10,700 \| Landesgrenze Steiermark / Burgenland \| Landesgrenze Steiermark / Burgenland \| \| \| 13,536 \| Pinkafeld (bis 31. Juli 2011) \| 391 m ü. A. \| \| \| 14,182 \| Pinkafeld Schule (bis 31. Juli 2011) \| 383 m ü. A. \| \| \| \| Pinka \| \| \| \| 15,58352,433 \| Altpinkafeld (bis 31. Juli 2011) \| 381 m ü. A. \| \| \| 49,968 \| Riedlingsdorf (bis 31. Juli 2011) \| 370 m ü. A. \| \| \| \| \| \| \| \| 8,20 \| Oberschützen \| 392 m ü. A. \| \| \| 6,30 \| Bad Tatzmannsdorf \| Bad Tatzmannsdorf \| \| \| 4,00 \| Unterschützen \| Unterschützen \| \| \| \| AB Molkerei \| \| \| \| \| \| \| \| \| 0,0042,614 \| Oberwart \| 320 m ü. A. \| \| \| 40,20 \| Oberwart Einkaufszentrum \| 310 m ü. A. \| \| \| \| Gleisanschluss Fa. Unger Stahlbau GmbH \| \| \| \| 39,400 \| Infrastrukturgrenze ÖBB / VIB \| Infrastrukturgrenze ÖBB / VIB \| \| \| 37,340 \| Rotenturm an der Pinka \| 294 m ü. A. \| \| \| 31,890 \| Großpetersdorf \| 309 m ü. A. \| \| \| 32,045 \| AB Landw. Genossenschaft \| AB Landw. Genossenschaft \| \| \| 30,165 \| Welgersdorf \| Welgersdorf \| \| \| 27,132 \| H.u.Lst. Hannersdorf \| 268 m ü. A. \| \| \| 24,871 \| Burg-Eisenberg (Pinkaóvár) \| 253 m ü. A. \| \| \| 21,772 \| Schandorf (Csém) \| 250 m ü. A. \| \| \| 19,573 \| H.u.Lst. Schachendorf (Csajta) \| 260 m ü. A. \| \| \| \| Gleisanschluss Betonfertigteilwerk Fa. Kölbl-Bau GmbH \| \| \| \| 17,065 \| Rechnitz (Rohonc) \| 300 m ü. A. \| \| \| 16,796 \| Erhaltungsgrenze (dahinter Gleis abgetragen) \| Erhaltungsgrenze (dahinter Gleis abgetragen) \| \| \| 13,478 \| Staatsgrenze / \| Staatsgrenze / \| \| \| 12,000 \| Bucsu (Butsching) \| Bucsu (Butsching) \| \| \| 9,000 \| Torony (Dienling) \| Torony (Dienling) \| \| \| 7,000 \| Sé (Scheibing) \| Sé (Scheibing) \| \| \| 6,000 \| Olad \| Olad \| \| \| \| von Kőszeg \| \| \| \| \| von Wiener Neustadt Hbf \| \| \| \| \| Ungarische Westbahn von Győr-Rendező \| \| \| \| 0,000 \| Szombathely (Steinamanger) \| Szombathely (Steinamanger) \| \| \| \| nach Nagykanizsa \| \| \| \| \| Ungarische Westbahn nach Graz Hbf \| \| |                                   |                                                       |                                                       |
| Strecke |                                   | Wechselbahn nach Aspang und Wien                      | Wechselbahn nach Aspang und Wien                      |
| Bahnhof | 0,00                              | Friedberg (Steiermark)                                | 551 m ü. A.                                           |
| Abzweig geradeaus und nach rechts |                                   | Thermenbahn nach Fehring und Graz                     | Thermenbahn nach Fehring und Graz                     |
| Tunnel |                                   | Hochstraßtunnel (524 m)                               | Hochstraßtunnel (524 m)                               |
| ehemaliger Haltepunkt / Haltestelle | 4,466                             | Pinggau Freizeitzentrum (bis 31. Juli 2011)           | 508 m ü. A.                                           |
| Abzweig geradeaus und von rechts | 5,000                             | AB Holzwerk Kern                                      | AB Holzwerk Kern                                      |
| Dienststation / Betriebs- oder Güterbahnhof | 7,426                             | Schäffernsteg                                         | 474 m ü. A.                                           |
| ehemaliger Haltepunkt / Haltestelle | 10,181                            | Sinnersdorf (bis 31. Juli 2011)                       | 422 m ü. A.                                           |
| ehemalige Grenze | 10,700                            | Landesgrenze Steiermark / Burgenland                  | Landesgrenze Steiermark / Burgenland                  |
| Dienststation / Betriebs- oder Güterbahnhof | 13,536                            | Pinkafeld (bis 31. Juli 2011)                         | 391 m ü. A.                                           |
| ehemaliger Haltepunkt / Haltestelle | 14,182                            | Pinkafeld Schule (bis 31. Juli 2011)                  | 383 m ü. A.                                           |
| Brücke über Wasserlauf |                                   | Pinka                                                 | Pinka                                                 |
| Dienststation / Betriebs- oder Güterbahnhof | 15,58352,433                      | Altpinkafeld (bis 31. Juli 2011)                      | 381 m ü. A.                                           |
| ehemaliger Haltepunkt / Haltestelle | 49,968                            | Riedlingsdorf (bis 31. Juli 2011)                     | 370 m ü. A.                                           |
| Verschwenkung von links |                                   |                                                       |                                                       |
| Strecke · Kopfbahnhof Streckenanfang (Strecke außer Betrieb) | 8,20                              | Oberschützen                                          | 392 m ü. A.                                           |
| Strecke · Bahnhof (Strecke außer Betrieb) | 6,30                              | Bad Tatzmannsdorf                                     | Bad Tatzmannsdorf                                     |
| Strecke · Haltepunkt / Haltestelle (Strecke außer Betrieb) | 4,00                              | Unterschützen                                         | Unterschützen                                         |
| Abzweig geradeaus und ehemals nach rechts · Strecke (außer Betrieb) |                                   | AB Molkerei                                           | AB Molkerei                                           |
| Verschwenkung nach links · Verschwenkung nach rechts (Strecke außer Betrieb) |                                   |                                                       |                                                       |
| Dienststation / Betriebs- oder Güterbahnhof | 0,0042,614                        | Oberwart                                              | 320 m ü. A.                                           |
| ehemaliger Haltepunkt / Haltestelle | 40,20                             | Oberwart Einkaufszentrum                              | 310 m ü. A.                                           |
| Abzweig geradeaus und nach rechts |                                   | Gleisanschluss Fa. Unger Stahlbau GmbH                | Gleisanschluss Fa. Unger Stahlbau GmbH                |
| Wechsel des Eisenbahninfrastrukturunternehmens | 39,400                            | Infrastrukturgrenze ÖBB / VIB                         | Infrastrukturgrenze ÖBB / VIB                         |
| Betriebs-/Güterbahnhof Strecke ab hier außer Betrieb | 37,340                            | Rotenturm an der Pinka                                | 294 m ü. A.                                           |
| Bahnhof (Strecke außer Betrieb) | 31,890                            | Großpetersdorf                                        | 309 m ü. A.                                           |
| Abzweig geradeaus und von links (Strecke außer Betrieb) | 32,045                            | AB Landw. Genossenschaft                              | AB Landw. Genossenschaft                              |
| Haltepunkt / Haltestelle (Strecke außer Betrieb) | 30,165                            | Welgersdorf                                           | Welgersdorf                                           |
| Haltepunkt / Haltestelle (Strecke außer Betrieb) | 27,132                            | H.u.Lst. Hannersdorf                                  | 268 m ü. A.                                           |
| Haltepunkt / Haltestelle (Strecke außer Betrieb) | 24,871                            | Burg-Eisenberg (Pinkaóvár)                            | 253 m ü. A.                                           |
| Haltepunkt / Haltestelle (Strecke außer Betrieb) | 21,772                            | Schandorf (Csém)                                      | 250 m ü. A.                                           |
| Bahnhof (Strecke außer Betrieb) | 19,573                            | H.u.Lst. Schachendorf (Csajta)                        | 260 m ü. A.                                           |
| Abzweig geradeaus und nach links (Strecke außer Betrieb) |                                   | Gleisanschluss Betonfertigteilwerk Fa. Kölbl-Bau GmbH | Gleisanschluss Betonfertigteilwerk Fa. Kölbl-Bau GmbH |
| Bahnhof (Strecke außer Betrieb) | 17,065                            | Rechnitz (Rohonc)                                     | 300 m ü. A.                                           |
| Grenze (Strecke außer Betrieb) | 16,796                            | Erhaltungsgrenze (dahinter Gleis abgetragen)          | Erhaltungsgrenze (dahinter Gleis abgetragen)          |
| Grenze (Strecke außer Betrieb) | 13,478                            | Staatsgrenze /                                        | Staatsgrenze /                                        |
| Haltepunkt / Haltestelle (Strecke außer Betrieb) | 12,000                            | Bucsu (Butsching)                                     | Bucsu (Butsching)                                     |
| Haltepunkt / Haltestelle (Strecke außer Betrieb) | 9,000                             | Torony (Dienling)                                     | Torony (Dienling)                                     |
| Haltepunkt / Haltestelle (Strecke außer Betrieb) | 7,000                             | Sé (Scheibing)                                        | Sé (Scheibing)                                        |
| Haltepunkt / Haltestelle (Strecke außer Betrieb) | 6,000                             | Olad                                                  | Olad                                                  |
| Abzweig ehemals geradeaus und von links |                                   | von Kőszeg                                            | von Kőszeg                                            |
| Abzweig geradeaus und von links |                                   | von Wiener Neustadt Hbf                               | von Wiener Neustadt Hbf                               |
| Abzweig geradeaus und von links |                                   | Ungarische Westbahn von Győr-Rendező                  | Ungarische Westbahn von Győr-Rendező                  |
| Bahnhof | 0,000                             | Szombathely (Steinamanger)                            | Szombathely (Steinamanger)                            |
| Abzweig geradeaus und nach links |                                   | nach Nagykanizsa                                      | nach Nagykanizsa                                      |
| Strecke |                                   | Ungarische Westbahn nach Graz Hbf                     | Ungarische Westbahn nach Graz Hbf                     |

Die Pinkatalbahn (ungarisch Szombathely–Pinkafő-vasútvonal) ist eine Eisenbahnstrecke im Südburgenland (Österreich) und in der angrenzenden ungarischen Provinz Vas (Eisenburg). Der Name leitet sich vom Pinkatal ab, in dem ein Großteil der Strecke verläuft. In Zusammenhang mit aktuellen Plänen zur Reaktivierung der Verbindung nach Ungarn wurde für die Bahnlinie der Name GrenzBahn kreiert.
In ihrer größten Ausdehnung verband sie die ungarische Stadt Szombathely (Steinamanger) mit Friedberg an der Wechselbahn. Eine Zweigstrecke führt von Oberwart nach Oberschützen. Bis 1921 war die Pinkatalbahn eine ungarische Strecke und der Verkehr war nach Steinamanger ausgerichtet. Die Verbindung nach Friedberg zur Wechselbahn wurde erst nach der Abtretung des Burgenlands von Ungarn an Österreich errichtet und 1925 eröffnet.
Es wird nur der Abschnitt von Friedberg bis Rotenturm an der Pinka für den Güterverkehr genutzt. Der reguläre Personenverkehr zwischen Friedberg und Oberwart ist seit 2011 eingestellt.

## Geschichte
Der größte Teil der heutigen Pinkatalbahn wurde unter der Oberhoheit des Königreichs Ungarn erbaut, da das Burgenland bis 1921 ungarisches Staatsgebiet war. Die Entwicklung der Bahn ging somit von Szombathely (Steinamanger) aus, das heute noch ein wichtiger Eisenbahnknoten im westlichen Ungarn ist. Nach erfolgreicher polizeilich-technischer Überprüfung am 15. Dezember 1888 konnte am folgenden Tag die Steinamanger-Pinkafelder Lokalbahn AG die feierliche Eröffnung der Steinamanger-Pinkafelder Vicinalbahn vornehmen und am 17. Dezember 1888 den Betrieb von Szombathely über Rechnitz und Oberwart bis Alt Pinkafeld dem allgemeinen Verkehr übergeben. Eine Zweigbahn, die Lokalbahn Felsőőr-Felsőlövő von Oberwart über Bad Tatzmannsdorf nach dem Bergbauort Oberschützen, folgte am 25. März 1903. Im benachbarten Tauchental befand sich ein Bergwerk, dessen Braunkohle mit einer Seilbahn nach Oberschützen transportiert wurde. Der Weitertransport erfolgte von dort mit der Eisenbahn. Eine Weiterführung dieser Bahn nach Kirchschlag in der Buckligen Welt war geplant, konnte aber aufgrund zu geringer Kapitaldeckung nicht umgesetzt werden.
Nach dem Ersten Weltkrieg kam dieser Teil Ungarns durch den Vertrag von Saint-Germain 1921 zur Republik Österreich; Rechnitz und Bucsu wurden Grenzbahnhöfe. Am 15. November 1925 erfolgte mit der Strecke Altpinkafeld–Friedberg an der Wechselbahn die Verbindung zum restlichen österreichischen Schienennetz. An dieses Ereignis erinnern Gedenktafeln an den Bahnhöfen in Pinkafeld und Friedberg (siehe Foto). Dabei erwies sich der Bau des Hochstraßtunnels zur Unterquerung des Höhenrückens zwischen Pinkatal und der Markaubachsenke als geologisch unerwartet schwieriges Unterfangen.
Am 12. Oktober 1944 griffen um etwa 14:30 Uhr aus Norden kommende, leichte englische Kampfflugzeuge im Tiefflug in Rohrbach an der Lafnitz den aus Rechnitz kommenden Personenzug 1548 an; der Lokführer Alfred Brenner wurde getötet, fünf Männer und zwei Frauen verletzt. Um 16.00 Uhr wurde der Bahnhof Friedberg von vier Jagdflugzeugen mit Bordwaffen beschossen, dabei wurden circa 20 Personen verletzt.
Am 28. Februar 1953 wurde der gesamte Verkehr zur ungarischen Staatsbahn östlich von Rechnitz unterbrochen und am 1. März 1953 der Grenzübergang geschlossen. Auf ungarischer Seite sind die Gleisanlagen mittlerweile weitgehend demontiert.
Die Schließung des Braunkohlebergbaus am 8. August 1968 bedeutete einen großen Verlust an Güterverkehrsvolumen für den Streckenabschnitt nach Oberschützen. Im Sommerfahrplan 1971 waren an Werktagen noch fünf tägliche Zugspaare zwischen Oberwart und Oberschützen ausgewiesen. Der Personenverkehr, der noch bis 1987 eine tägliche Eilzugverbindung Wien–Oberschützen und retour umfasste, wurde nach und nach, konkret auf folgenden Abschnitten aufgegeben:
- 18. Oktober 1982: Großpetersdorf–Rechnitz
- 02. Juni 1984: Oberwart–Großpetersdorf
- 30. Juni 1987: Oberwart–Oberschützen
- 01. August 2011: Friedberg–Oberwart

Der fahrplanmäßige Personenverkehr von Friedberg nach Oberwart umfasste zuletzt Direktverbindungen für Pendler bis Wien und Regionalverkehre bis Friedberg. Im Regionalverkehr waren Triebfahrzeuge der Baureihe 5022 in Verwendung, die mit Anfang Juni 2008 die Triebwagen 5047 ablösten. Im lokbespannten Personenverkehr (Eilzüge bis Wien) wurde vor allem die Baureihe 2016 mit City-Shuttle-Garnituren eingesetzt.
Noch im März 2010 wurde die immer wieder verschobene Verlängerung des Personenverkehrs bis Großpetersdorf für 2011 als sicher angenommen, im April 2011 jedoch wurde bekannt gegeben, dass (unter anderem infolge eines jährlichen Abgangs von 500.000 Euro) der schienengebundene Personenverkehr per 1. August 2011 eingestellt und durch einen Busverkehr ersetzt wird.
Von 16. August 1989 bis Sommer 1997 führte die Südburgenländische Regionalbahn GmbH den Betrieb mit Dampfzügen und gelegentlichen Güterzügen zwischen Oberwart und Oberschützen weiter. Danach verfiel die Strecke und wurde unbefahrbar.

## Trassierung
Der erst 1925 eröffnete Streckenteil Friedberg–Altpinkafeld, einer der wenigen Eisenbahnneubauten der Ersten Republik, muss vom Friedberger Bahnhof aus das tiefer gelegene Pinkatal bei Schäffern mittels einer Kehrschleife erreichen, nachdem im Hochstraßtunnel der vom Stadtareal Friedberg herabziehende Geländerücken durchbrochen worden ist. In deutlichem Gefälle geht es weiter im Pinkatal bis etwa Schäffernsteg. Ab hier schmiegt sich die Trasse hochwassergeschützt an die rechte Talseite und erreicht bei Sinnersdorf den Talboden, den sie bis kurz nach Oberwart nicht mehr verlässt.
Bei Großpetersdorf wird der Riedel in das Tauchenbachtal überwunden, dem die Linie zunächst in Hanglage bis Burg folgt, um hierauf in Bachsenken zum Bahnhof Rechnitz zu gelangen. Die aufgelassene Weiterführung nach Ungarn ist weiter gut in der Landschaft begehbar und passiert die leichte Anhöhe zur Senke des Arany-patak, dem bis Szombathely gefolgt wird.
Die Zweigstrecke Oberwart–Oberschützen gelangte von Oberwart aus auf den Riedel zwischen Willersbach (Zickenbach) und Tschabachtal, um Bad Tatzmannsdorf anzubinden und schließlich in Hanglange ortsseitig den Endbahnhof zu erreichen.

## Aktuelle Entwicklung

### Friedberg–Altpinkafeld–Oberwart
Die Strecke wird durch die ÖBB seit 1. August 2011 nur noch im Güterverkehr betrieben. Anfang Oktober 2012 wurde bekannt, dass die ÖBB-Tochter Rail Cargo Austria (RCA) den Güterverkehr auf der Strecke mit 31. Dezember 2012 beenden will. Nachdem ursprünglich die gänzliche Auflassung des Güterverkehrs geplant war, wurde dieser Anfang April 2013 von den Steiermärkischen Landesbahnen (Steiermarkbahn) übernommen.
Per 1. Dezember 2013 drohte dem Güterverkehr zwischen Friedberg und Oberwart erneut das endgültige Aus. Wie aus einem Schreiben der ÖBB hervorging, wurde der Infrastrukturvertrag mit den Anschlussbahnbesitzern per 30. November 2013 aufgekündigt. Damit hätten die Anschlussweichen abgebaut werden müssen, so dass eine Bedienung nicht mehr möglich gewesen wäre. Davon betroffen wären das Holzwerk Kern, die Kelag, die Firma Austrotherm, das Ziegelwerk, die Lagerhäuser und Unger Steel gewesen, die ihre Transporte hinkünftig auf der Straße abwickeln müssten. Die Steiermärkischen Landesbahnen, die den Güterverkehr für die ÖBB-Tochter Rail Cargo Austria vertraglich übernommen haben, hätten somit dieser Tätigkeit nicht mehr nachkommen können. Der Landesverkehrskoordinator des Burgenlandes, Peter Zinggl, schloss dies jedoch aus und betonte: „Wir haben die Lösung quasi am Tisch. Die Wahrscheinlichkeit, dass es klappt, ist hoch.“
Im Dezember 2016 verkündete die Initiative ProBahn Südburgenland, dass das Güteraufkommen von 50.000 Tonnen im Jahr 2013 auf 100.000 Tonnen gestiegen sei.
Im April 2015 gab das Land Burgenland bekannt, 2016 die Bahnstrecke von der ÖBB als wirtschaftlicher Eigentümer zu übernehmen, sodass zunächst der Güterverkehr auch weiterhin sichergestellt sei.
Mitte 2017 wurde der Kauf der Bahnstrecke Friedberg–Oberwart in einer Sitzung des Aufsichtsrates der Verkehrsinfrastruktur Burgenland GmbH (VIB) beschlossen. Bund, Land und Gemeinden sollten sich die Kosten teilen, der Bund sollte 50 Prozent übernehmen. Am 14. September 2017 unterzeichneten im Bahnhof Oberwart ÖBB-Generaldirektor Andreas Matthä und Landeshauptmann Hans Niessl den Kaufvertrag in Oberwart im ehemaligen Salonwagen des Bundespräsidenten. Der Kaufpreis wurde nicht bekannt gegeben. Obwohl Landeshauptmann Niessl betonte, dass die Bahn Zukunft hat, ist eine Wiederaufnahme des Personenverkehrs nicht angedacht, denn das Burgenland habe mit der G1 „die beste Buslinie Österreichs“. Wie Niessl weiter ausführte, sollen in den nächsten Jahren auch Investitionen in die Erhaltung der Strecke und Sicherheitsmaßnahmen erfolgen. Den Betrieb der Infrastruktur sollte die Voest-Tochterfirma LogServ im Auftrag der Verkehrsinfrastruktur Burgenland übernehmen.
Es wurde angekündigt, dass sie in Zukunft als Teststrecke (Open Rail Lab) für selbstfahrende Züge dienen würde. Im Juni 2020 kamen die ÖBB und die Verkehrsinfrastruktur Burgenland GmbH überein, dass die Strecke zumindest bis zum Abschluss des Forschungsprojekts im Eigentum der ÖBB-Infrastruktur AG verbleibt und auch von ihr betrieben wird, wobei das Land Burgenland 50 % der Infrastrukturkosten trägt.
Die ÖBB haben mit 1. Februar 2024 wieder den Güterverkehr von der Steiermarkbahn übernommen.

### Oberwart–Rechnitz
Nach der Einstellung des Bahnbetriebs durch die ÖBB übernahm 1989 die Südburgenländische Regionalbahn GmbH (SRB) die Strecke und führte sie bis 2011 im Güterverkehr und als Märchennostalgiebahn im Personenverkehr. Wegen des schlechten Zustands der Strecke wurde der Betrieb Mitte November 2011 eingestellt. Im Frühjahr 2013 wurden dieser Streckenabschnitt stillgelegt und die Straßenverkehrszeichen abgebaut. Im Sommer 2018 kaufte die Verkehrsinfrastruktur Burgenland GmbH den 8,4 Kilometer langen Streckenabschnitt zwischen Oberwart und Großpetersdorf. Im Juni 2020 wurde der Güterverkehr bis Rotenturm an der Pinka (neue Holzverladestation) aufgenommen. Die Kosten für die Holzverladestelle beträgt 850.000 Euro, die Reaktivierungskosten für die Bahnstrecke machen 300.000 Euro aus. Die Gesamtinvestitionen für das Projekt betragen somit 1,15 Mio. Euro.

### Rechnitz–Szombathely
Die veränderte Situation nach dem Fall des Eisernen Vorhangs und dem Beitritt Ungarns zur Europäischen Union führte zu Bestrebungen, die Bahnverbindung Oberwart–Szombathely für den Güter- und Personenverkehr zu reaktivieren. Dafür wären ein Neubau der Strecke zwischen dem Bahnhof Rechnitz und Szombathely, sowie die Sanierung der Strecke von Großpetersdorf bis Rechnitz erforderlich. Im Mai 2012 erklärte der burgenländische Gesamtverkehrskoordinator Peter Zinggl: „Die Tür ist aber nicht zu, es gibt Überlegungen, wie man die Zukunft der Bahn in Oberwart gestalten kann. Wir sind in Gesprächen über die Strecke Szombathely–Oberwart.“

### Zweigstrecke Oberwart–Oberschützen
Seit 2003 wird die Strecke vom Verein FrOWOS reaktiviert. Seit 2008 fanden im Sommer Nostalgiefahrten mit Motordraisinen statt.
Mit 31. Dezember 2009 lief der seit 2004 zugunsten von FrOWOS bestehende Streckenpachtvertrag aus. Da die Liegenschaftseigentümerin (Südburgenländische Regionalbahn GmbH bzw. Firma Schuch) die Trasse zu verkaufen beabsichtigte und die Finanzmittel von FrOWOS für einen Streckenerwerb nicht gereicht hätten, stand die Museumsbahn Oberwart–Oberschützen im Dezember 2009 vor dem Aus.
Im Frühjahr 2010 kaufte das Land die Linie Oberwart–Oberschützen von der Südburgenländischen Regionalbahn GmbH um 300.000 Euro mit dem Ziel, ab Mai den Weiterbetrieb von Museumszügen sicherzustellen. Verwaltet wird die Museumsbahn nunmehr von der Kurbad Tatzmannsdorf Aktiengesellschaft, betrieben wird sie nach wie vor vom Verein Freunde der Bahnlinie Oberwart–Oberschützen (FrOWOS). Per 30. April 2012 wurde der Betrieb auf behördliche Anordnung eingestellt.

#### Überbleibsel

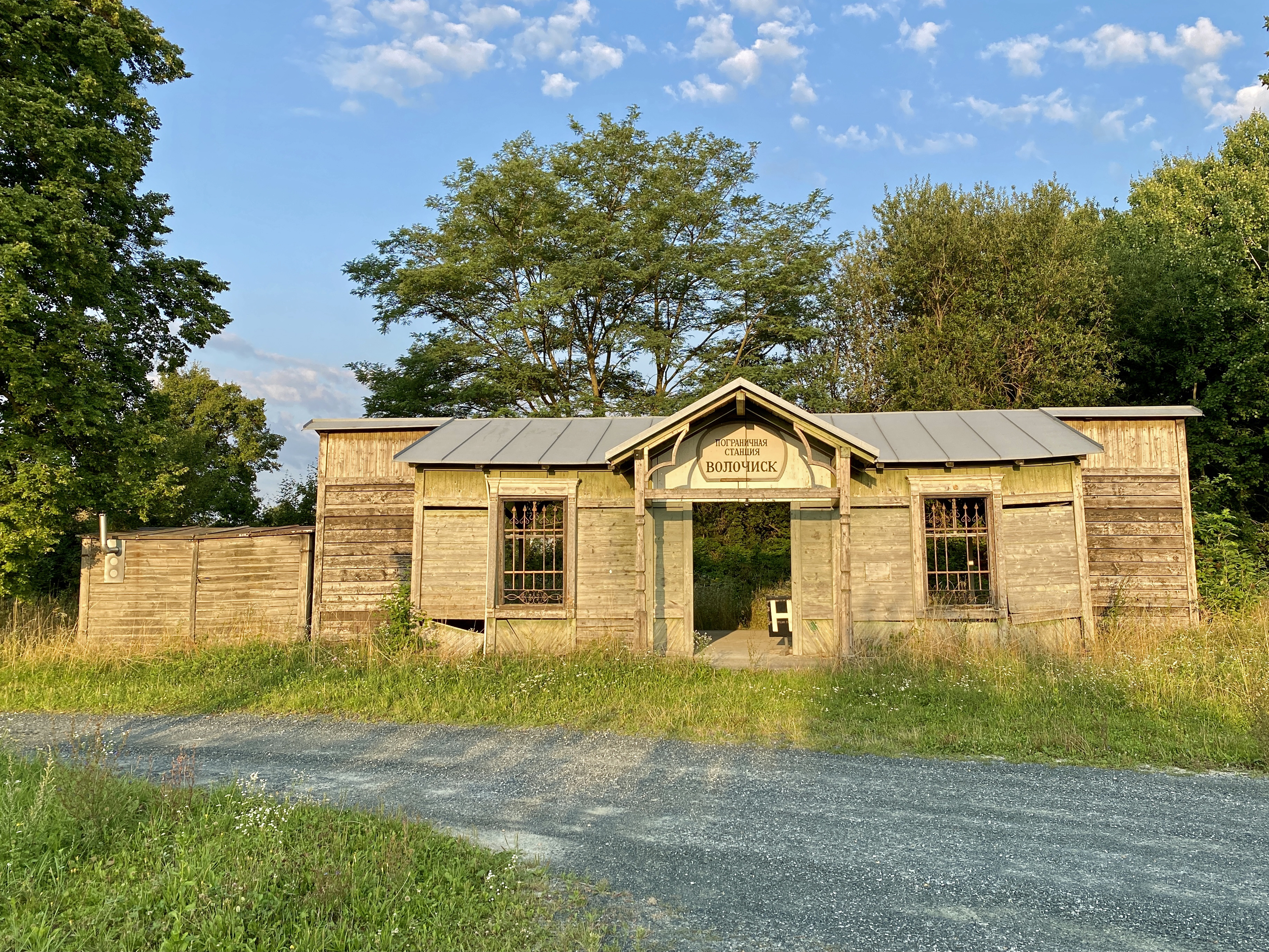
Filmkulisse des „Grenzbahnhofs Wolotschysk“ (2021)

Das ehemalige Bahnhofsgebäude von Oberschützen existiert noch. Das exakt baugleiche, nur seitenverkehrte Bahnhofsgebäude von Bad Tatzmannsdorf, welches kurioser Weise ganz knapp auf dem Gemeindegebiet von Oberschützen lag, wurde noch zu ÖBB-Zeiten abgebrochen. An seiner Stelle wurde im Jahr 1987 ein hölzerner Bahnhofspavillon als Filmkulisse für die sechsteilige Filmreihe Die Strauß-Dynastie errichtet, der während der Zeit des Museumsbahnbetriebes vom Betreiberverein genutzt und liebevoll weiter gepflegt wurde. Der Pavillon stellte im Zusammenhang mit der Strauß’schen Konzertreise nach St. Petersburg den russischen Grenzbahnhof Wolotschysk (heute Ukraine) dar. Er trägt ein großes Stationsschild mit der russischen Aufschrift СТАНЦИЯ ЗАГРАНИЧНА ВОЛОЧИСК STANZIJA SAGRANITSCHNA WOLOTSCHYSK, deutsch ‚Grenzbahnhof Wolotschysk‘ und war im Sommer 2021 in stark verfallenem Zustand noch weitgehend erhalten.

## Bahntrassen-Radweg
Im September 2022 wurde der Bahntrassen-Radweg von Oberschützen nach Rechnitz eröffnet. Dafür wurden auf einer Länge von 21 km zwischen Oberschützen und Oberwart bzw. Großpetersdorf und Rechnitz die Gleise der Pinkatalbahn entfernt. Die Kosten für den aufgrund dessen nicht unumstrittenen Radweg betrugen € 3,6 Mio. Das Land Burgenland baut die Radinfrastruktur laufend aus.

## Galerie

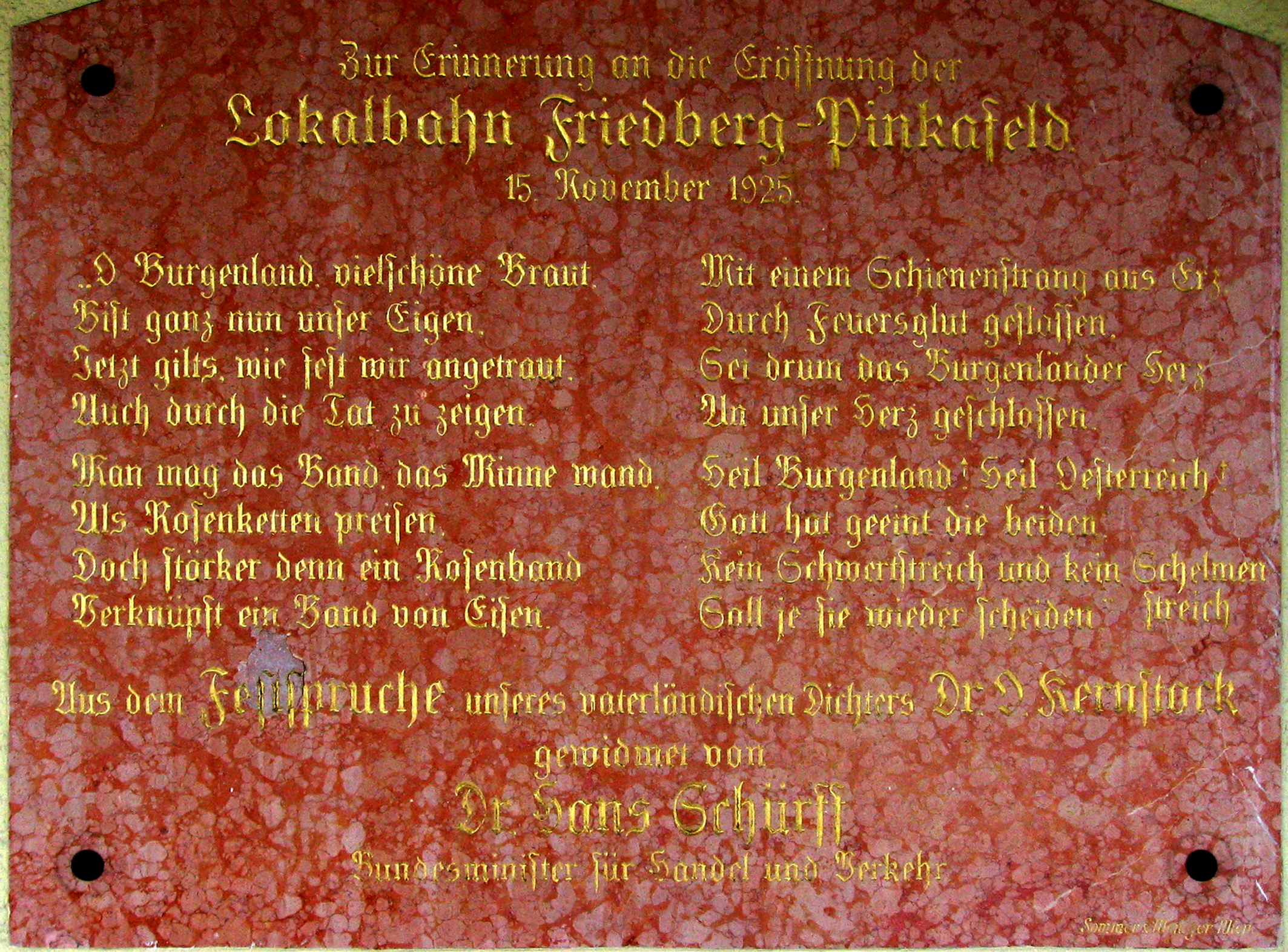
Bahnhof Friedberg, Gedenktafel zur Eröffnung (Gedicht von Ottokar Kernstock) [Anm. 1]
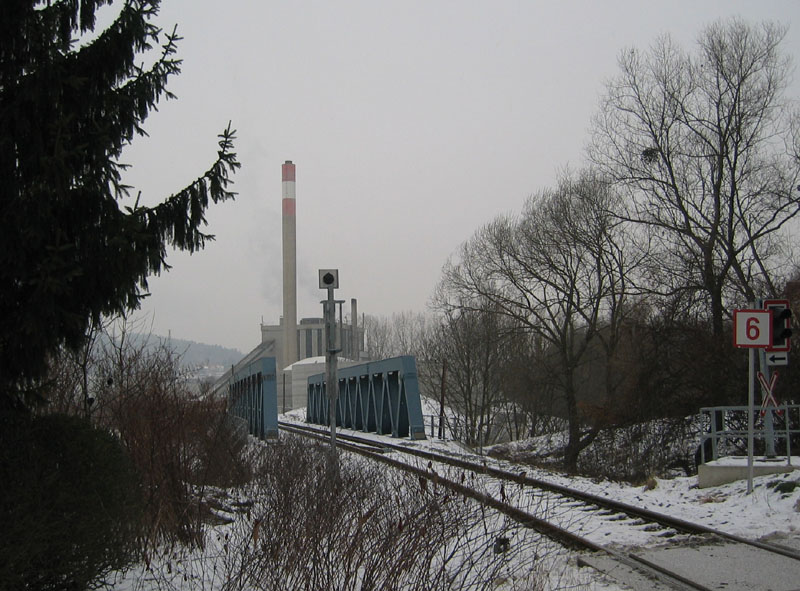
Pinkafeld Fernheizwerk
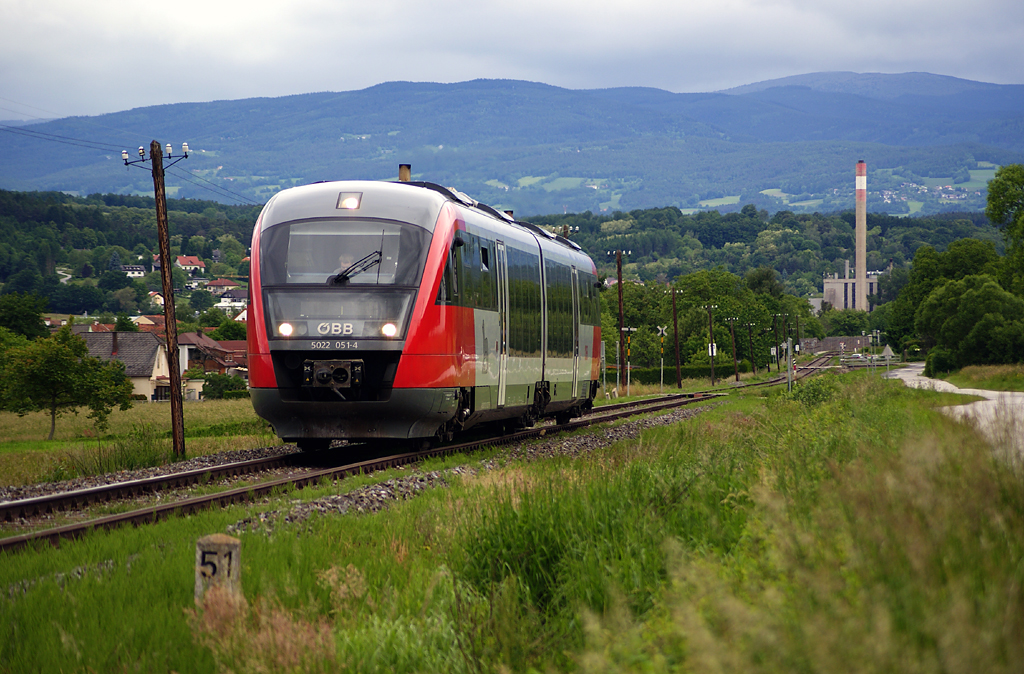
Dieseltriebwagen ÖBB 5022 bei Riedlingsdorf
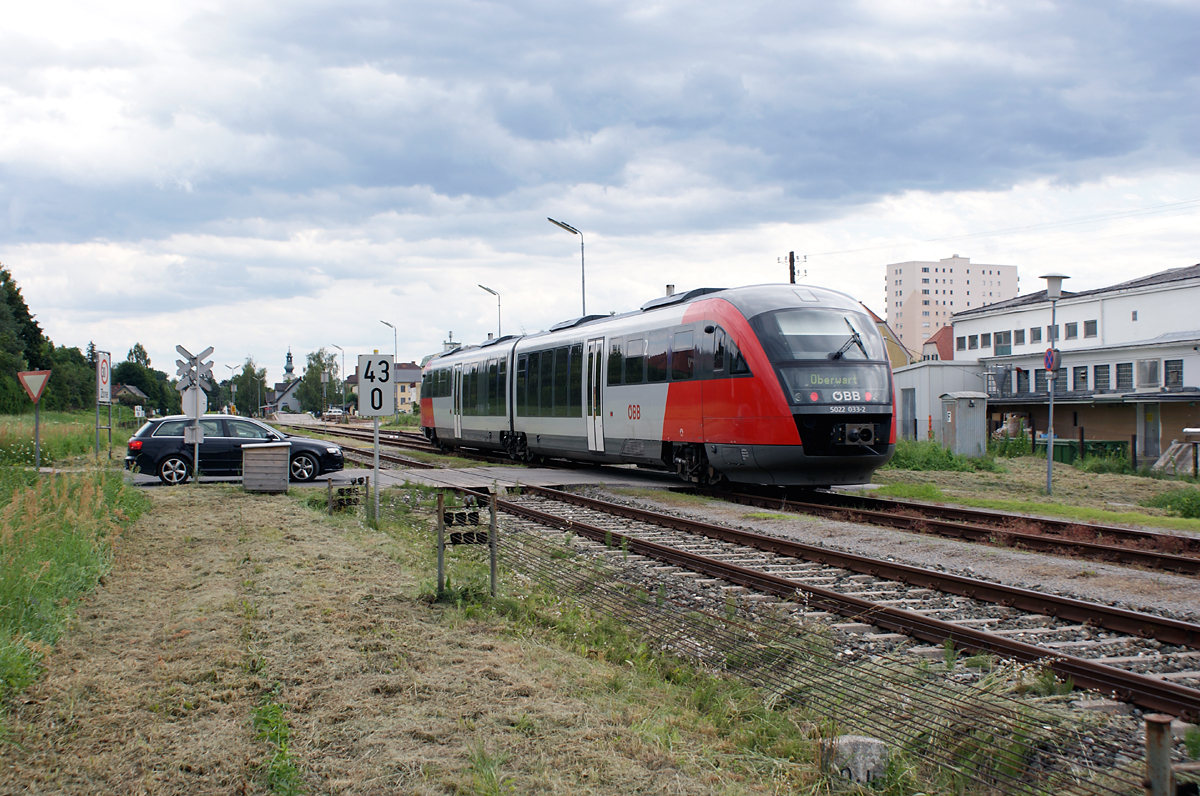
5022 bei der Einfahrt in den Bahnhof Oberwart
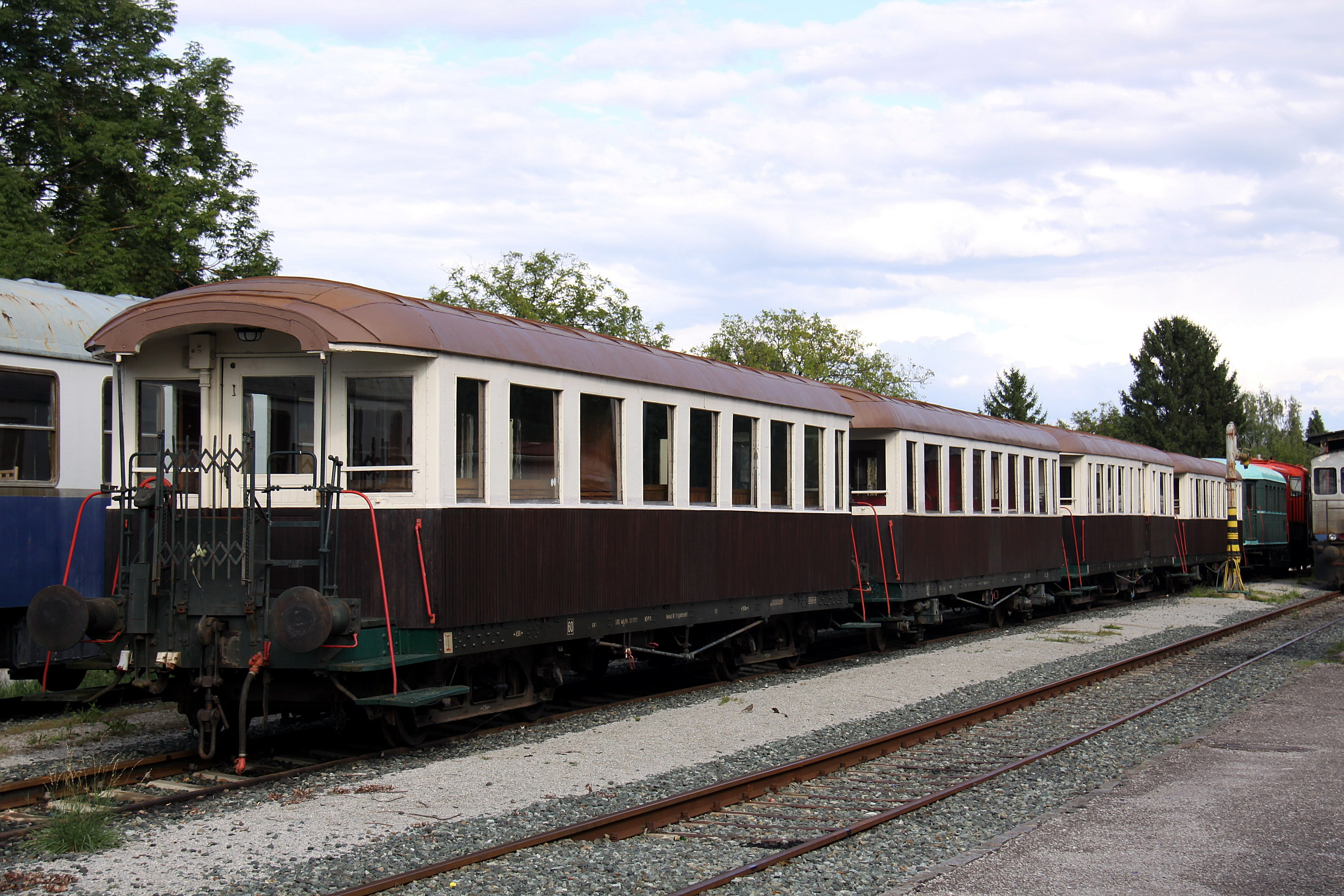
Fahrzeuge der Südburgenländischen Regionalbahn in Großpetersdorf
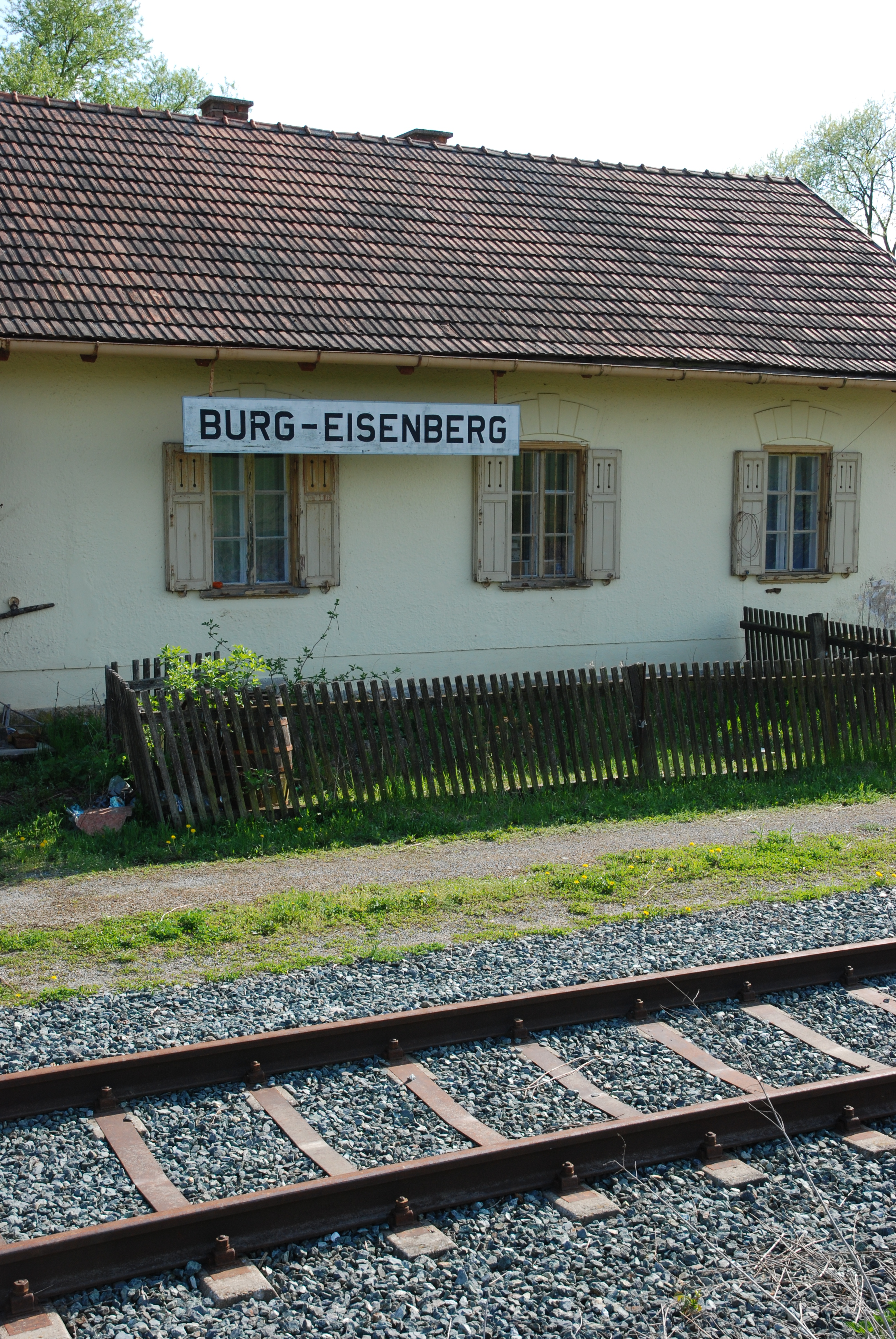
Ehem. Bahnhof Burg-Eisenberg, heute ein Wohnhaus
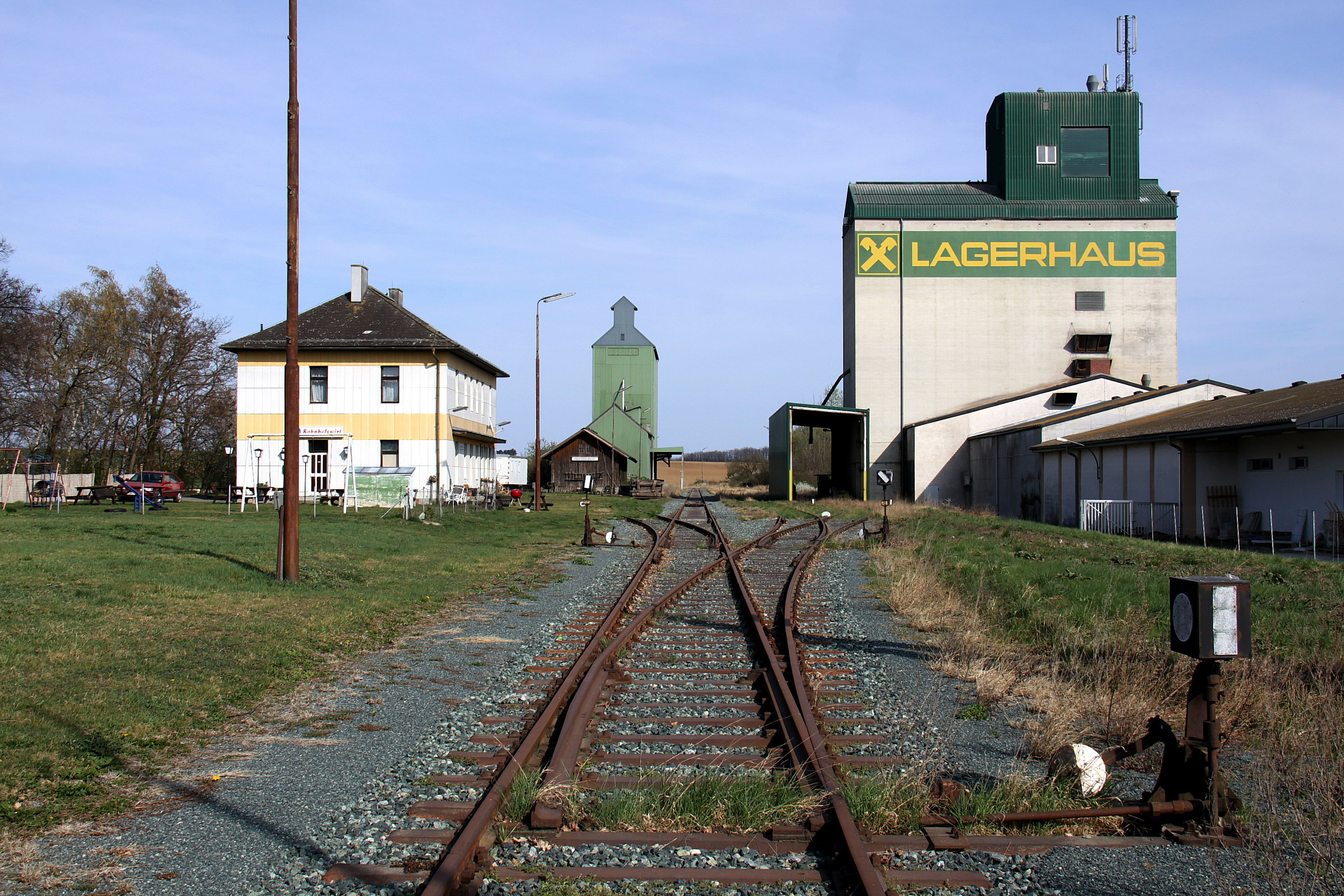
Ehemalige Endstation Rechnitz
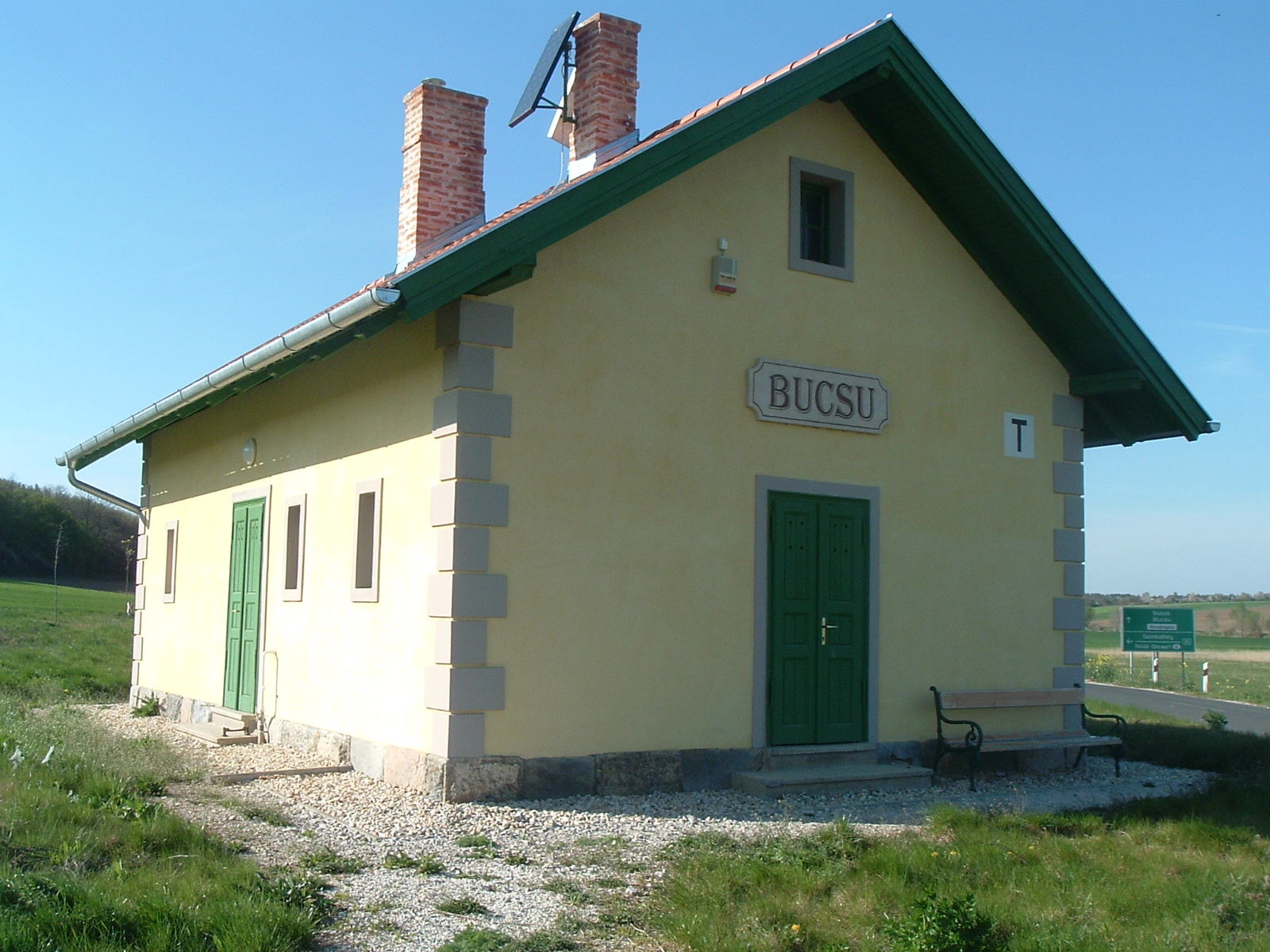
Ehemalige Haltestelle (später Endstation) in Bucsu, heute Museum
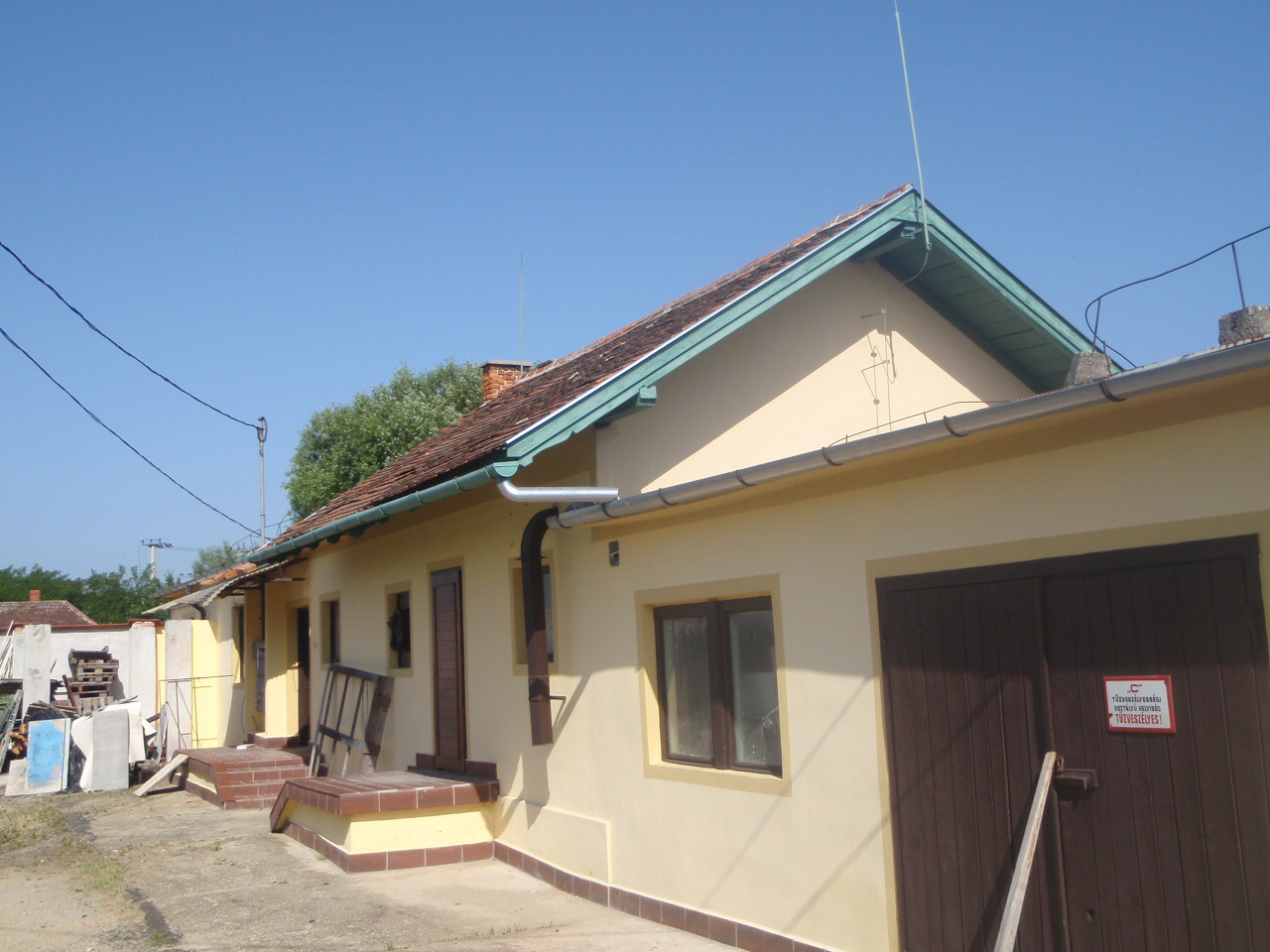
Die ehemalige Haltestelle in Torony, heute Werkstatt
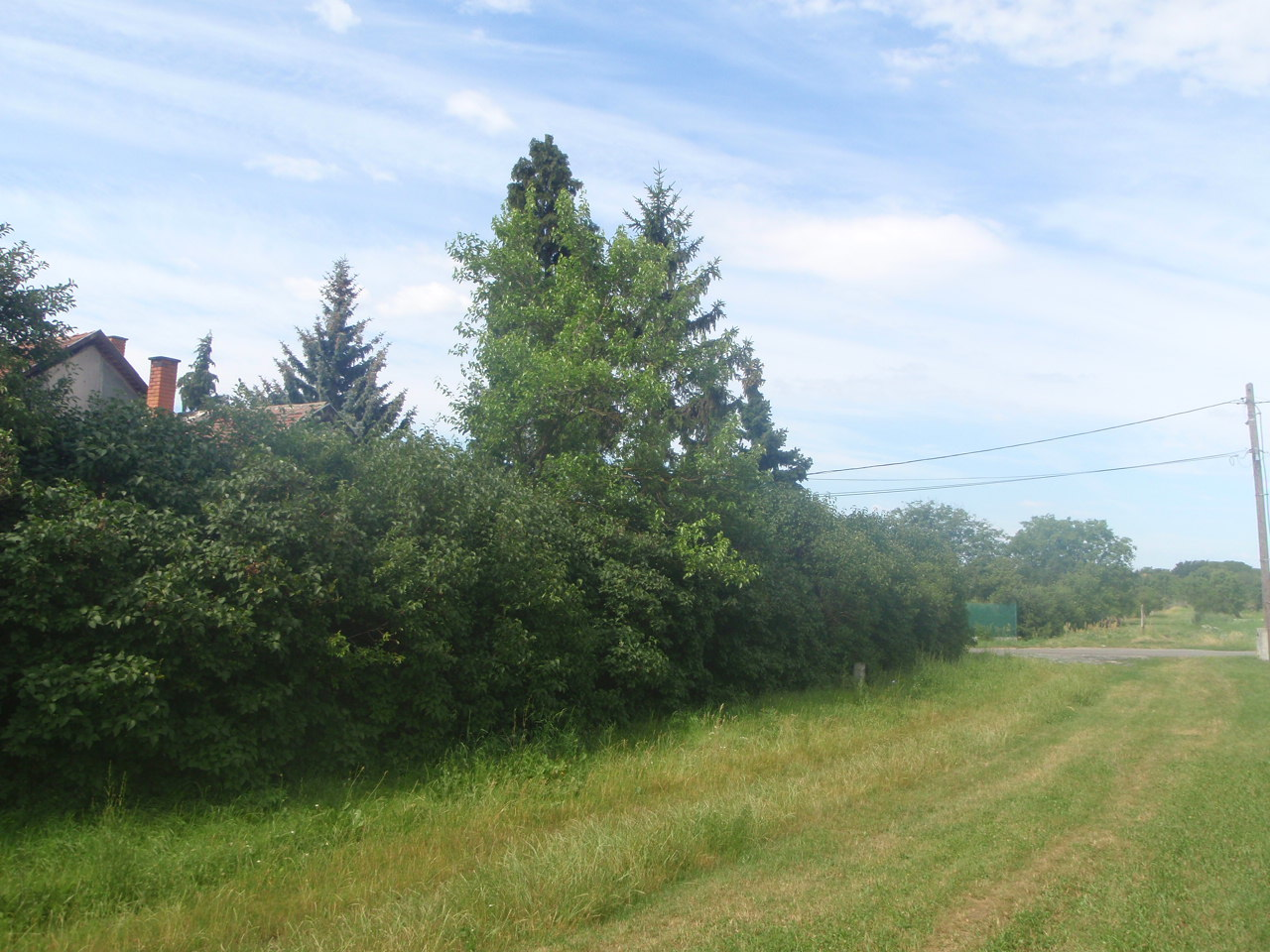
Die ehemalige Haltestelle in Sé, heute Wohnhaus
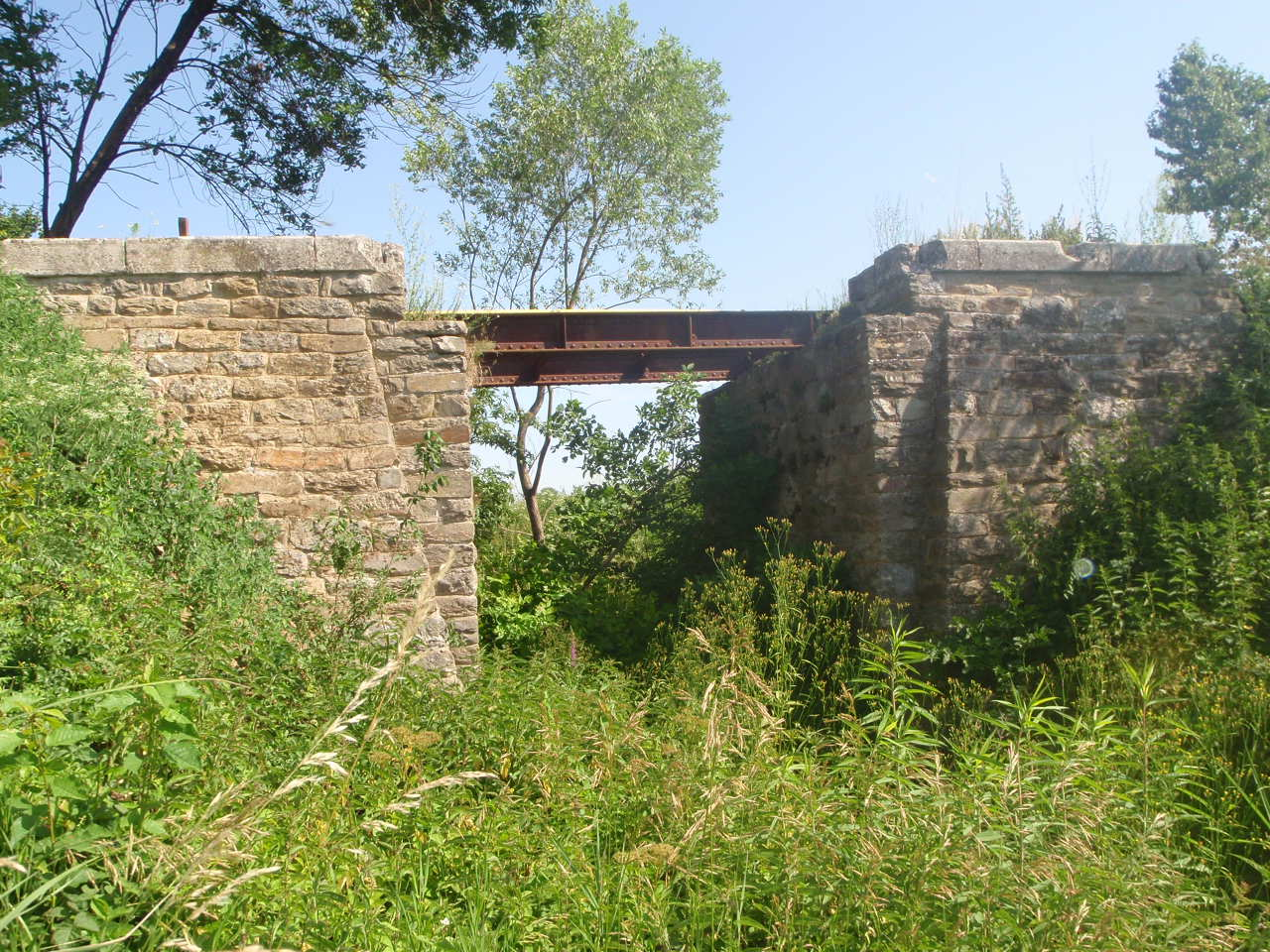
Bahnbrücke in Sé
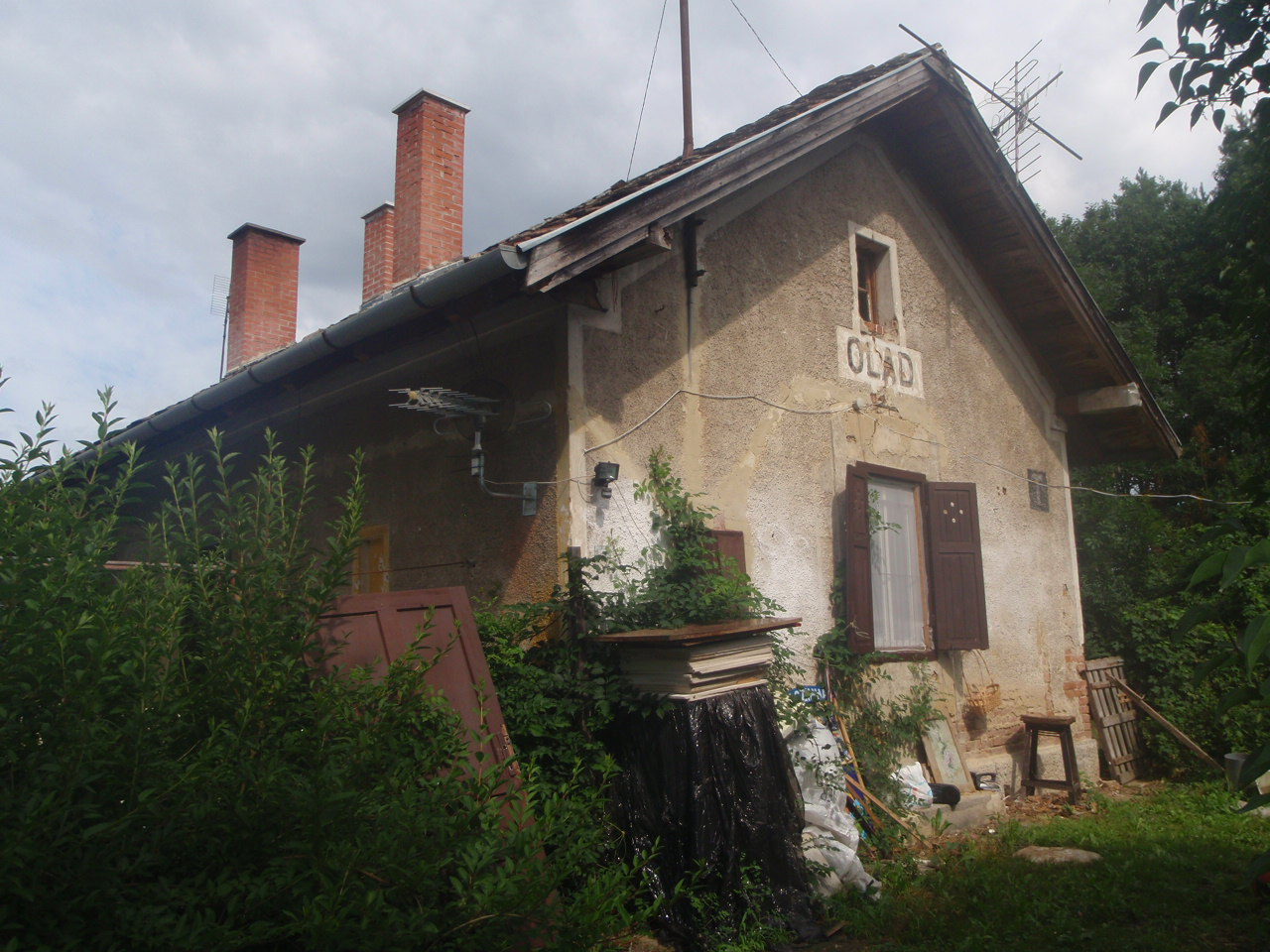
Die ehemalige Haltestelle in Olad, heute Wohnhaus
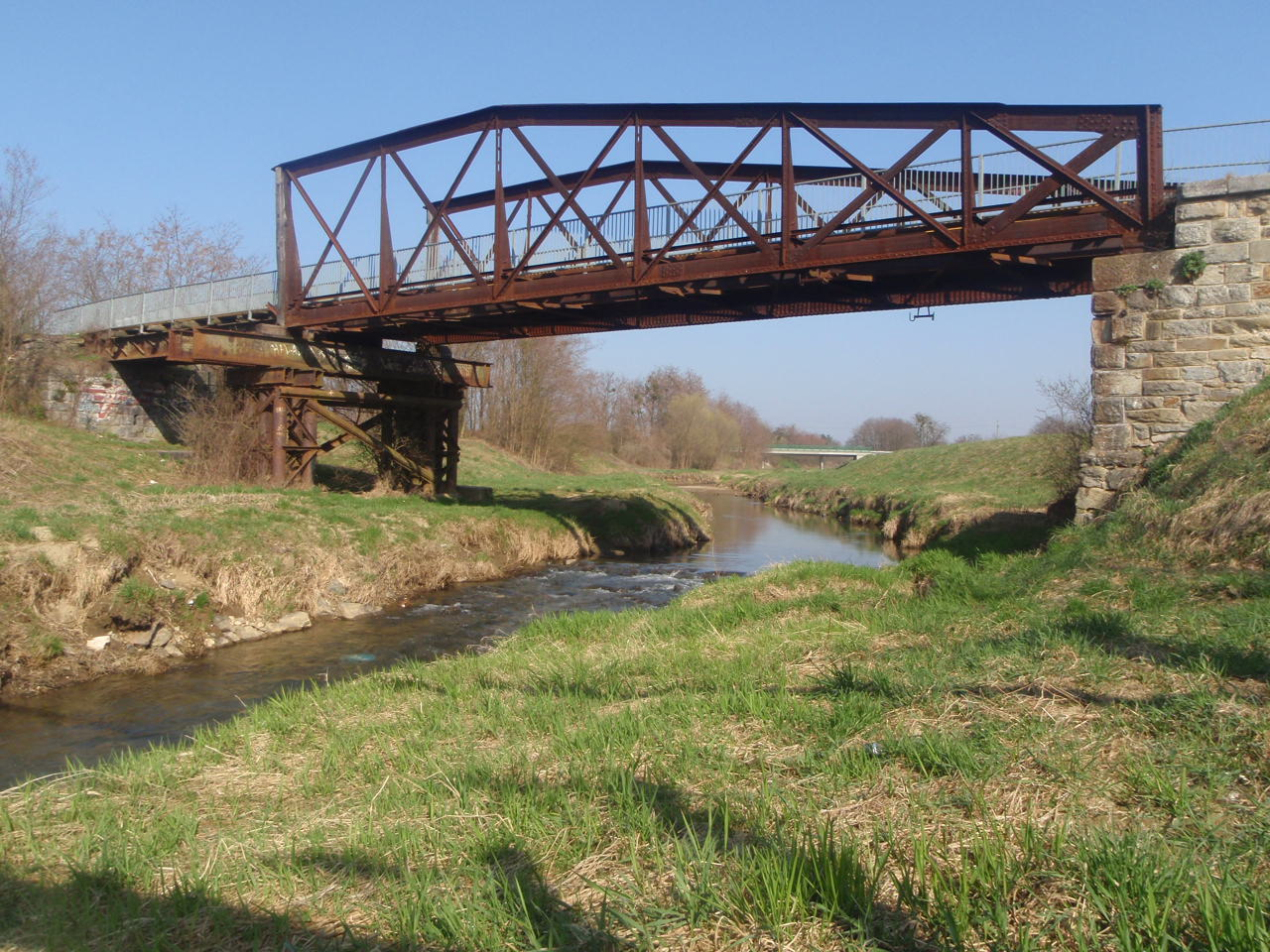
Bahnbrücke über die Perint, heute Fußweg (Szombathely)
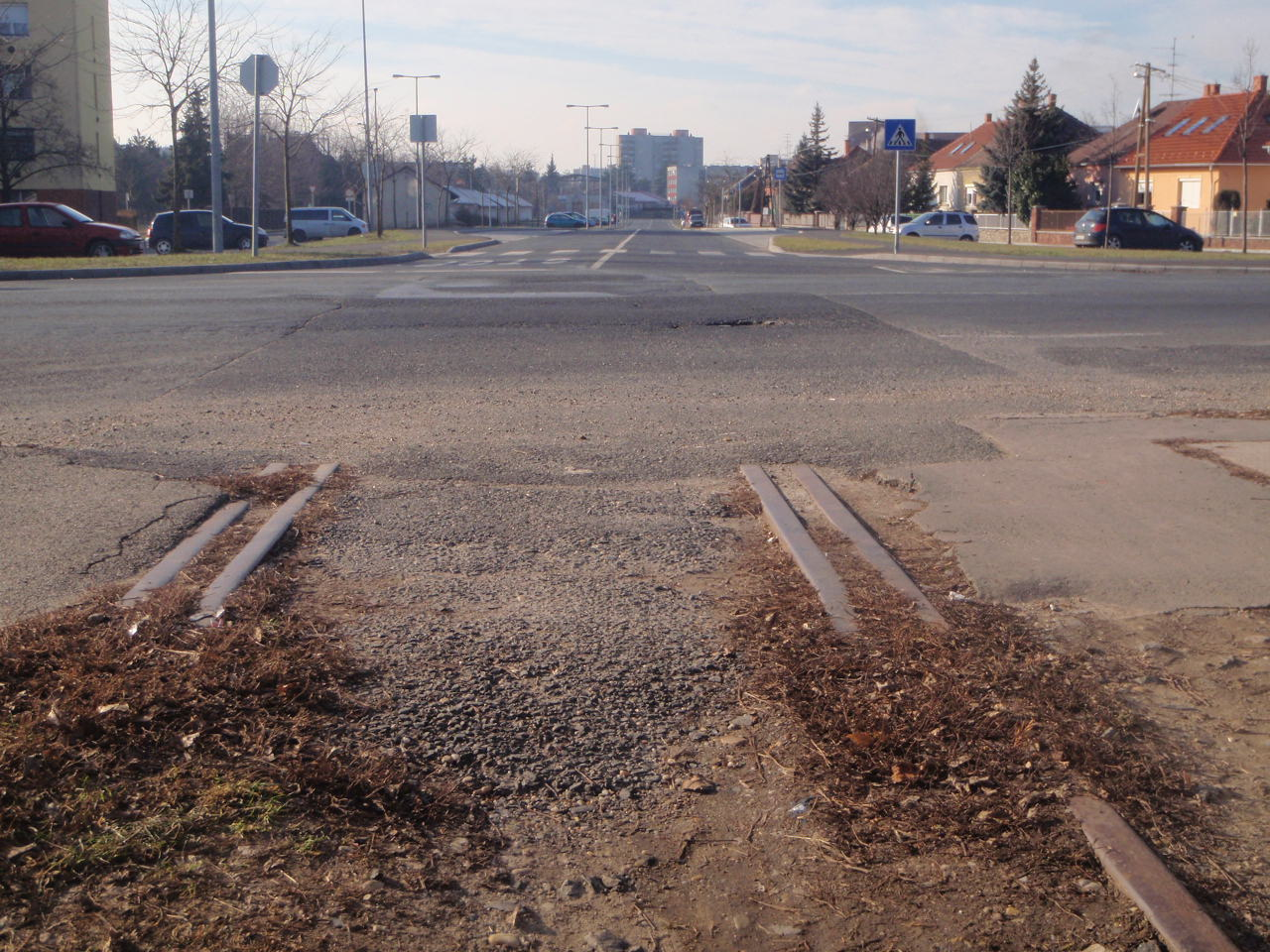
Szombathely, ehemalige Bahnstrecke, heute Alsóőr-Straße
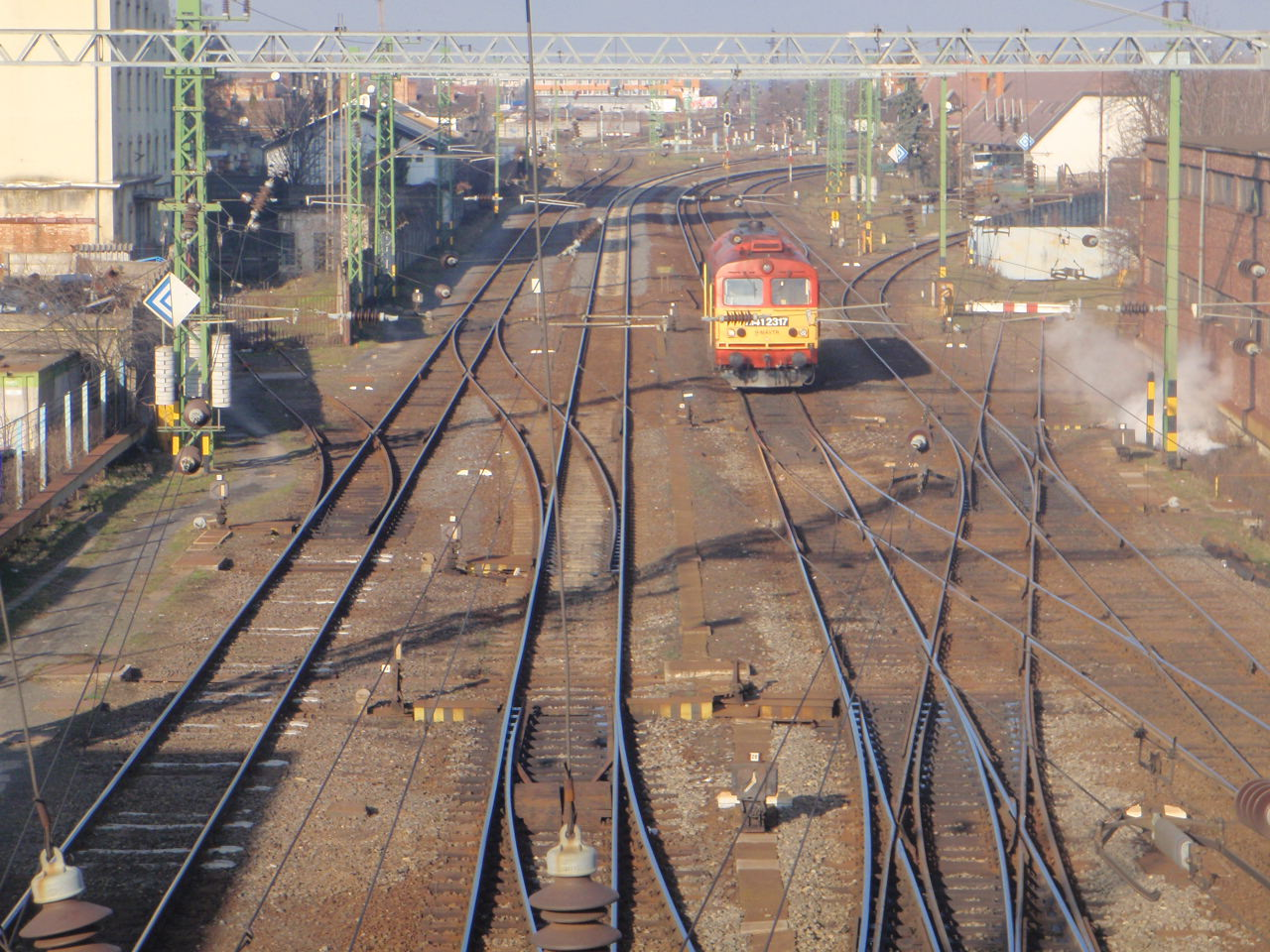
Szombathely Hauptbahnhof